# Bernard Frenicle de Bessy
Bernard Frenicle de Bessy va ser un matemàtic aficionat francès del segle xvii.

## Vida i Obra
Segons un elogi escrit per Condorcet el 1773, Frenicle, va ser director de la seca de París i conseller de la Court de Monnais (Tribunal de la Moneda), però recerques més recents consideren aquesta informació poc fiable i el cert és que devia ser una persona tan reservada, que no es coneix gairebé res de la seva vida. Fins i tot la data de naixement és aproximada.
Com a matemàtic aficionat va mantenir intensa correspondència amb Mersenne, Fermat, Descartes, Huygens i altres matemàtics de la seva època.
L'únic opuscle que va publicar en vida va ser el titulat Solutio duorum problematum circa numeros cubos et quadratos (1657). Un altre text seu es va publicar de forma pòstuma el 1693: La Méthode pour trouver la solution des problèmes par les exclusions.
Pel fet que és més conegut, és per la seva participació en l'enunciació del petit teorema de Fermat (1640), ja que Fermat el va enunciar en resposta a un repte que li va proposar Frenicle: la descomposició en factors primers de {\displaystyle 2^{37}-1=137.438.953.471}.
Frenicle també va demostrar que hi ha exactament 878 combinacions possibles d'ordenar els 16 primers nombres naturals en un quadrat màgic de {\displaystyle 4\cdot 4}.
El juny de 1666 va ser escollit com un dels set primers membres de l'Académie des sciences.